# Keenagh
Keenagh (iriska: Caonach) är en ort i republiken Irland.   Den ligger i grevskapet An Longfort och provinsen Leinster, i den centrala delen av landet, 110 km väster om huvudstaden Dublin. Keenagh ligger 63 meter över havet och antalet invånare är 498.
Terrängen runt Keenagh är platt. Runt Keenagh är det ganska glesbefolkat, med 30 invånare per kvadratkilometer. Närmaste större samhälle är Longford, 11,4 km norr om Keenagh. Trakten runt Keenagh består i huvudsak av gräsmarker.